# Dvoatomna molekula
Dvoatomna molekula je molekula, zgrajena iz dveh atomov. Taka molekula ima lahko samo linearno geometrijo brez središčnega atoma, ki se jo ponazarja z dvema kroglicama, povezanima z vzmetjo. Obstajajo trije načini gibanja tovrstnega sistema: vibriranje vzdolž osi, obračanje (rotacija) in premik (translacija). Seštevek energij, izpeljanih iz teh treh načinov, da energijo molekule.
Poseben primer dvoatomne molekule je homonuklearna dvoatomna molekula, ki jo sestavljata atoma istega kemičnega elementa. Pri standardnih pogojih tvorijo take molekule vodik (H2), dušik (N2) in kisik (O2) ter halogena fluor (F2) in klor (Cl2). Pri standardnih pogojih so v plinastem stanju, njih in enoatomne žlahtne pline se označuje s skupnim imenom »elementarni« ali »molekularni plini«, za razliko od drugih plinov, ki so spojine. Halogena brom (Br2) in jod (I2) tvorita homonuklearne dvoatomne molekule pri nekoliko povišani temperaturi. Tudi fosfor (P2) in žveplo (S2) lahko tvorita take molekule, vendar so pri standardnih pogojih izjemno nestabilne.